# Pajusaari (ö i Lappland, Kemi-Torneå)
Pajusaari är en ö i Finland. Den ligger i Bottenviken och i kommunerna Keminmaa och Torneå i landskapet Lappland, i den norra delen av landet. Ön ligger omkring 95 kilometer sydväst om Rovaniemi och omkring 630 kilometer norr om Helsingfors.
Öns area är 72,8 hektar och dess största längd är 1,8 kilometer i sydväst-nordöstlig riktning.